# عصر فرمانروایان
عصر فرمانروایان (به انگلیسی: Age of Empires) بازی رایانه‌ای در سبک استراتژی هم‌زمان است که توسط استودیو انسمبل توسعه یافته و مایکروسافت آن را منتشر کرد. این بازی سرآغاز ورود عنوان محبوب عصر فرمانروایان در عرصه بازی‌های استراتژیک بود. این بازی برای نخستین بار در ۱۵ اکتبر ۱۹۹۷ در ایالات متحده آمریکا منتشر گشت.
| گردآورنده  | امتیاز |
| ---------- | ------ |
| گیم‌رنکینگز | ۸۷٪    |
| متاکریتیک  | ۸۳     |

| ناشر                 | امتیاز          |
| -------------------- | --------------- |
| آل‌گیم                | [ ۴ ]           |
| سی‌وی‌جی               | ۹٫۰             |
| گیم رولیشن           | B+              |
| گیم‌اسپات             | ۶٫۸             |
| آی‌جی‌ان               | 7 (Mac version) |
| ام! گیمز             | ۸۵              |
| پی‌سی زون             | ۹٫۴             |
| PC Gameworld         | 91%             |
| Coming Soon Magazine | 90%             |
| GameVortex           | 75%             |
| کامپیوتر گیمینگ ورلد | [ ۱۳ ]          |